# Sessions@AOL
Sessions@AOL, chiamato anche AOL Sessions, è un programma televisivo statunitense di genere musicale, pensato da AOL per la pubblicazione come contenuto esclusivo sul portale web AOL Radio, in cui un artista musicale è invitato a suonare, spesso in maniera diversa dall'originale o acustica, in uno studio di registrazione apposito. Di solito le performance vengono accompagnate da interviste e/o documentari, sempre pubblicati in rete. A partire dal 2003 la rete televisiva statunitense Fuse trasmette alcune di queste registrazioni.
Molti artisti successivamente ripubblicano queste performance come EP o singoli in formato digitale.